# 機車安全帽

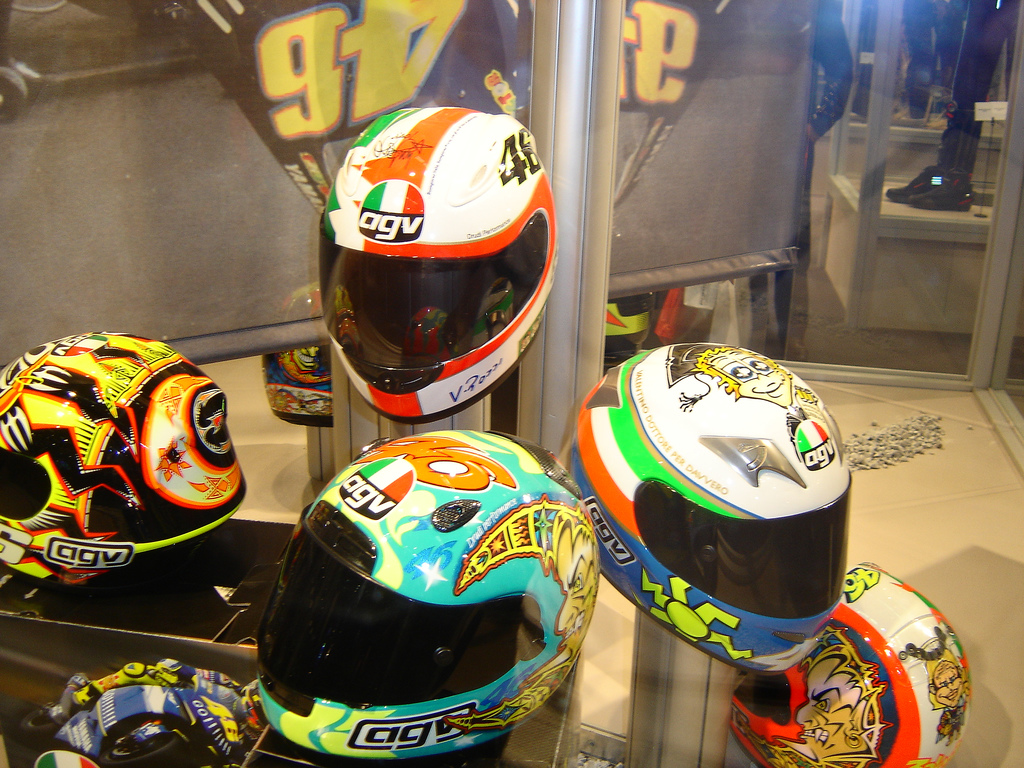
機車安全帽

機車安全帽是為了保護摩托車騎士在道路行駛或賽車比賽時，因為事故所產生的撞擊而用來保護頭部甚至是保命的一種安全帽。

## 種類及用途
- 半頂式安全帽。
- 半罩式安全帽,部分款式附有顏面鏡片(透明顏面鏡片或防光顏面鏡片)。PS鏡面刮傷建議換新的
- 3/4罩式安全帽：為速克達騎士而設計,附有顏面鏡片。
- 全罩式安全帽：為大部份機車騎士或部份四輪賽車手而設計,附有顏面鏡片。
- 越野車用安全帽：為越野車騎士而設計。
- 安全帽清潔部分-內襯也須拆下來清洗，定期保養，平時保護。

## 安全規格

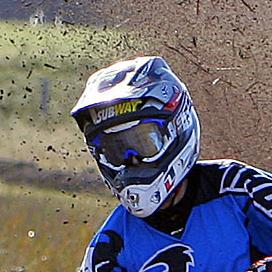
機車安全帽

安全帽規格可測試一個安全帽的撞擊承受力。安全帽規格較高，保護性也較高。市面上有各式各樣的安全帽符合不同種類的規格。目前市场上有以下的規格：
- GB标准：中国大陆头盔安全标准。
- CNS規格-臺灣普通道路規格-125CC以下臺灣最低的認可規格。
- CNS加強型規格-臺灣普通道路規格-125CC以上臺灣最低的認可規格。
- DOT規格-美國普通道路規格。
- ECE R22-05規格-歐盟安全規格。
- JIS規格C種-舊日本普通道路規格。
- JIS T8133:2000規格-新日本普通道路規格。
- SHARP 規格為英國安全帽安全檢驗標準，歐洲許多安全帽品牌皆採用此安規標準[3]
- MFJ規格為日本國內賽車用護具安全檢驗標準[4]
- SNELL美規M2020D、SNELL歐規M2020R規格-國際認可賽車規格-世界最高公認規格。[5]

SNELL規格，每5年提升其嚴格的標準，所以以前的SNELL規格有 SNELL2000、SNELL2005、SNELL2010及SNELL2015等。

## 安全帽頭形
市面上，安全帽可被分為2大頭形：
1. 正圓頭形：符合大部份東方人的頭形，也是中國大陸、臺灣地區、日本及韓國安全帽廠的主要產型。
2. 橢圓頭形：符合大部份西方人的頭形-也是義大利、美國安全帽廠的主要產形；東方人的正圓頭形跟西方人的橢圓頭形分別很大。

當西方人戴上為東方人而設的正圓頭形安全帽時，會感到前額及後額的位置異常地窄及鼻子跟安全帽鏡片的距離很近。而東方人戴上為西方人而設的橢圓頭形安全帽時，他們會感到左額及右額的位置異常地窄及鼻子跟安全帽鏡片的距離很遠，而且更因為狹窄的左右內綿壓在兩側的太陽穴上，便會導致使用者產生頭暈的感覺。對於兩輪賽車這種激烈的運動來說，這種情況是非常危險的。

## 安全帽尺碼

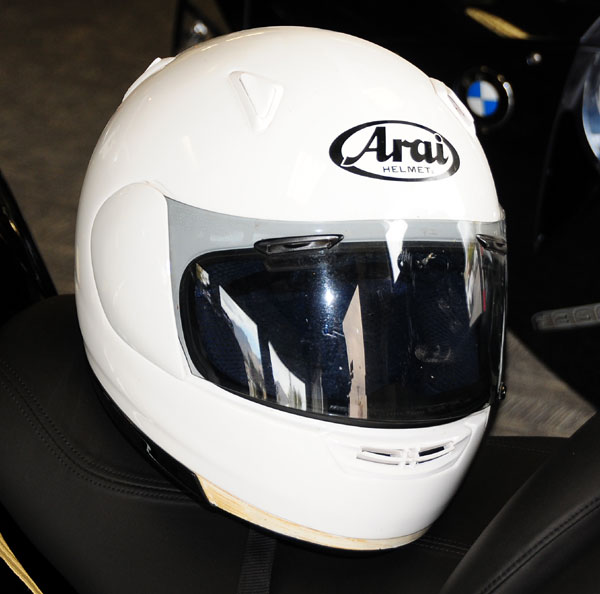
機車安全帽

每個安全帽廠有它自定的尺碼。除了規格和頭形以外，安全帽尺碼也是一樣的重要，要小心地選擇一個合適自己頭形的安全帽，若果安全帽過大，行車時會導致安全帽左搖擺的移動而導致安全帽的保護性降低。若果安全帽過小，使用者便會感到頭痛或頭暈的感覺。 
此外各安全帽廠也會使用不同的方法去製造貼面的效果。一般來說，大部份安全帽廠會使用以下的這種做法： 
一種外殼配合多款內綿 
- 優點：成本低及價錢便宜。
- 缺點：經過一段時間，內綿會變得鬆軟而導致貼面程度降低[9]。

其它高質素的安全帽廠就會使用這種做法: 
多種外殼配合多款內綿 
- 優點：安全帽貼面程度能夠長在時間內保持優良水平。
- 缺點：成本比較高及價錢昂貴。